# Hessdalen AMS
Hessdalen AMS (anglicky Hessdalen Automatic Measurement Station, česky Automatická měřicí stanice Hessdalen) je automaticky pracující monitorovací stanice v údolí Hessdalen, pařící k obci Holtålen v okrese Trøndelag v Norsku. Používá se pro záznam tzv. Hessdalenských světel. V provozu je od 7. srpna 1998 a je vybavena magnetometrem, dvěma černobílými televizními kamerami a jednou barevnou.
Protože je vybavení stanice umístěno v modrém kontejneru, nazývá se také Blue Box.
AMS pravidelně zaznamenává světelné jevy. Z důvodu omezeného počtu měřených parametrů, není možné všechny záznamy vysvětlit.